# Lepisiota syriaca
Lepisiota syriaca är en myrart som först beskrevs av Andre 1881.  Lepisiota syriaca ingår i släktet Lepisiota och familjen myror. Inga underarter finns listade i Catalogue of Life.